# Crescent City Radio
Crescent City Radio es una estación de radio por internet ubicada en Nueva Orleans, Luisiana transmitiendo a la Área Metropolitana de Nueva Orleans y al sur de Misisipi, y también al resto de los Estados Unidos de América y el mundo a través de su transmisión por internet de formato libre con una variedad de programación producida localmente de entretenimiento, música, y programas de discurso que incluye música pedida de los oyentes, música de talento local, y formatos de radiodifusión como urbano contemporáneo, urbano popular, música contemporáneo para adultos, música clásica, swamp pop, góspel, y música popular latina. La estación es dirigida por el programa de Estudios de la Industria Musical del Departamento de Música y Bellas Artes en la Universidad Loyola Nueva Orleans.

## Historia
En el año 2005, el programa de Estudios de la Industria Musical presentó una propuesta al Comité Universitario de Comunicaciones para que aprobaran la creación de una emisora de radio universitaria. El próximo año, la propuesta aprobada fue dada un apruebo final por el presidente de la universidad, el Rev. Kevin Wm. Wildes, S.J. y Crescent City Radio salió en línea durante la primavera del 2008 transmitiendo desde los estudios anteriores de la emisora de radio WLDC-AM en el Edificio de Comunicaciones/Música. Crescent City Radio es una emisora de radio comercial que hace parte de la Universidad Loyola Nueva Orleans y es dirigido bajo el programa de Estudios de la Industria Musical en el Departamento de Música y Bellas Artes.

## Servicios Informativos
En acuerdo con Loyola Student Media o Medio Estudiantil Loyola, noticieros por radio del periódico semanal de la universidad, The Maroon, salían al aire varias veces al día con las últimas noticias de la universidad. Las grabaciones eran actualizadas semanalmente y eran disponibles para descargar en The Maroon Online o The Maroon En línea. Las grabaciones eran producidas por el administrador de la página del periódico. Desde mayo del 2010, The Maroon a parado de grabar para radiodifusión. Crescent City Radio no opera servicios informativos.

## Operaciones de Televisión

### Estaciones Internas de Loyola
Estaciones de televisión que antes eran parte de la Universidad Loyola Nueva Orleans y transmitían dentro de la universidad y la operación de sus estudios de televisión

### WLDC-TV
WLDC-TV transmitía desde sus estudios en el sótano del centro estudiantil Danna o el Danna Student Center, debajo de la cocina de la cafetería del Comedor Orleáns o el Orleans Room. Por su ubicación, las letras del indicativo del canal se refieren al "Loyola Danna Center". Transmisión del canal empezó en 1968. Como el periódico de la universidad The Maroon, WLDC-TV grababa y producía un noticiero televisivo semanalmente que salía al aire dentro de la universidad a través de su sistema de cable de televisión por el canal 2 al principio, y después continuaría en el canal 8.
En el año 1986, WLDC-AM y WLDC-TV se mudaron a sus nuevos estudios en el Edificio de Comunicaciones/Música en la cuarta planta con varios estudios profesionales de televisión para WLDC-TV, una redacción, varios cuartos de control, y cuartos de grabación para la emisora de radio WLDC-AM. En 1996, WLDC-AM, bajo la dirección del Departamento de Comunicaciones, suspendió sus transmisiones por falta de interés. Después en 2006, WLDC-TV también bajo la dirección del Departamento de Comunicaciones, es suspendido por la universidad como parte del Plan Caminos o el Pathways Plan para eliminar programas dentro de la universidad para poder reducir gastos por temores de la reducción en el número de estudiantes enrolados en la universidad por causa del Huracán Katrina en el otoño del 2005. El Plan Caminos también eliminó clases de televisión del currículo.

### LSCN Channel 8
En el otoño del año 2006, el canal interno de la universidad con la excepción del campus de Broadway, LSCN Channel 8 operado por la Oficina de Vida Residencial, reemplazó el canal WLDC-TV y lo cambió a un canal de películas de 24 horas, transmitiendo películas previamente seleccionadas y materiales educativos que transmitían desde el sótano del Danna Student Center. El mismo paquete de películas, saldría al aire consecutivamente por un mes hasta que una nueva selección de películas lo reemplazaría el mes siguiente. Era típico que la Oficina de Vida Residencial enviara encuestas por correo electrónico a todos los residentes de las residencias, con la excepción de la Residencia Cabra, solicitando cuales películas deberían salir al aire el mes siguiente. LSCN Channel 8 cesó sus transmisiones en el año 2010 y el canal quedó en negro.

### Estudios de Televisión
Los estudios de televisión en la universidad están localizados al lado de Crescent City Radio y son usados por el programa de Estudios de la Industria Musical del Departamento de Música y Bellas Artes. Estudiantes del programa de Estudios de la Industria Musical graban "Music News", un adelanto noticioso de la industria musical. Previamente, el noticiero se llamaba "Loyola Music News" y también grababan un noticiero en castellano bajo el mismo nombre. Demostraciones, sesiones musicales, y entrevistas por estudiantes del programa de Estudios de la Industria Musical y de la oficina de relaciones públicas de la universidad son grabadas en los estudios. 